# Holtum å
Holtum å är ett vattendrag på Jylland i Danmark. Det ligger i Region Mittjylland. Ån går till större delen i Ikast-Brande kommun, i sin nedre del bildar den gräns mot Hernings kommun.